# Raparna erubescens
Raparna erubescens là một loài bướm đêm trong họ Noctuidae.